# International Commission on Zoological Nomenclature
International Commission on Zoological Nomenclature, även kallad ICZN, är en kommitté under International union of Biological Sciences (IUBS). ICZN ger ut och uppdaterar referensverket "International Code of Zoological Nomenclature" (ofta kallad Koden), i vilken de regler och riktlinjer som upprättas av ICZN publiceras.